# Csernisorafloresza
Csernisorafloresza (románul: Cernișoara Florese) falu Romániában, Erdélyben, Hunyad megyében.

## Fekvése
Vajdahunyadtól délnyugatra, a Cserna völgyében fekvő település.

## Története
Csernisorafloresza nevét 1380-ban említette először oklevél, Polonycza vocata penes rivulum Chernyswara in districtu de Hunyad alakban. Neve a későbbiekben: 1416-ban p. Pogyenicha iuxta fl-m Charnasaga, 1438-ban p. Cernyesara,
1733-ban Csernisoara. 1888-ban Csernisora, 1913-ban Csernisorafloresza (Csernisora és Floresza egyesüléseként) formákban szerepelt az írásos forrásokban.
1518-ban p. Chernyssora a Damsosi ~ Morzsinai, Damsosi Árka családok birtoka volt.
A trianoni békeszerződés előtt Hunyad vármegye Vajdahunyadi járásához tartozott. 1910-ben 313 lakosából 298 román, 14 magyar volt. Ebből 298 görögkeleti ortodox, 7 izraelita, 4 római katolikus, 4 református volt.